# Organização Indiana de Pesquisa Espacial
Organização Indiana de Pesquisa Espacial (em inglês:  Indian Space Research Organisation - ISRO) é a agência espacial nacional da Índia, com sede em Bangalore. Ele opera sob o Departamento de Espaço (DOS), que é supervisionado diretamente pelo primeiro-ministro indiano, enquanto o presidente da ISRO também atua como executivo do DOS. A ISRO é a principal agência na Índia para realizar tarefas relacionadas a aplicações espaciais, exploração espacial e desenvolvimento de tecnologias relacionadas. É uma das seis agências espaciais governamentais no mundo que possuem capacidade total de lançamento, implantam motores criogênicos, lançam missões extraterrestres e operam grandes frotas de satélites artificiais.
O Comitê Nacional Indiano para Pesquisa Espacial (INCOSPAR) foi estabelecido por Jawaharlal Nehru sob o Departamento de Energia Atômica (DAE) em 1962, por insistência do cientista Vikram Sarabhai, reconhecendo a necessidade da pesquisa espacial. O INCOSPAR cresceu e se tornou ISRO em 1969, dentro do DAE. Em 1972, o Governo da Índia estabeleceu a Comissão Espacial e o Departamento de Espaço (DOS), trazendo a ISRO sob o domínio do DOS. O estabelecimento da ISRO institucionalizou assim as atividades de pesquisa espacial na Índia. Desde então, tem sido administrado pelo DOS, que governa várias outras instituições na Índia no domínio da astronomia e tecnologia espacial.
A ISRO construiu o primeiro satélite da Índia, Aryabhata, que foi lançado pela União Soviética em 19 de abril de 1975. Em 1980, a ISRO lançou o satélite RS-1 a bordo de seu próprio SLV-3, tornando a Índia o sexto país capaz de realizar lançamentos orbitais. O SLV-3 foi seguido pelo ASLV, que foi posteriormente sucedido pelo desenvolvimento de muitos veículos de lançamento de médio porte, motores de foguete e sistemas e redes de satélites, o que permitiu que a agência lançasse centenas de satélites nacionais e estrangeiros e várias missões espaciais para exploração espacial.
A ISRO possui a maior constelação de satélites de sensoriamento remoto do mundo e opera os dois sistemas de navegação por satélite GAGAN e NAVIC. Ele enviou duas missões para a Lua (Chandrayaan-1 e Chandrayaan-2) e uma para Marte. Os objetivos no futuro próximo incluem expandir a frota de satélites, pousar um rover na Lua, enviar humanos ao espaço, desenvolvimento de um motor semi-criogênico, enviar mais missões não tripuladas à Lua, Marte, Vênus e Sol, além da implantação de mais telescópios espaciais em órbita para observar fenômenos cósmicos e do espaço sideral além do Sistema Solar. Os planos de longo prazo incluem o desenvolvimento de lançadores reutilizáveis, veículos de lançamento pesados e superpesados, implantação de uma estação espacial, envio de missões de exploração para planetas externos, como Júpiter, Urano, Netuno, e asteroides e missões tripuladas para luas e planetas. Os programas da ISRO desempenharam um papel significativo no desenvolvimento socioeconômico da Índia e apoiaram os domínios civil e militar em vários aspectos, incluindo gerenciamento de desastres, telemedicina e missões de navegação e reconhecimento. As tecnologias derivadas da ISRO também fundaram muitas inovações cruciais para as indústrias médica e de engenharia da Índia.

## Histórico

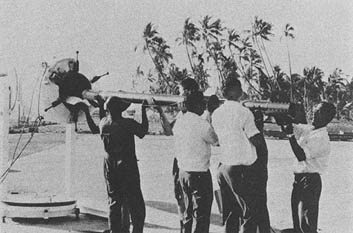
Foguete Arcas sendo carregado no tubo de lançamento na Estação de Lançamento de Tumba. Nos primeiros dias da ISRO, as peças de foguetes eram frequentemente transportados em bicicletas e carros de boi

Formada em 1969, a ISRO substituiu o antigo Comitê Nacional Indiano de Pesquisas Espaciais (INCOSPAR), que foi criado em 1962 pelos esforços de primeiro-ministro Jawaharlal Nehru e seu assessor próximo e cientista Vikram Sarabhai. O estabelecimento de ISRO institucionalizou as atividades espaciais no país. Ele é gerenciado pelo Departamento Espacial, que se reporta ao primeiro-ministro indiano.
A ISRO construiu o primeiro satélite da Índia, o Aryabhata, que foi lançado pela União Soviética em 19 de abril em 1975. Em 1980, Rohini se tornou o primeiro satélite a ser colocado em órbita por um veículo de lançamento indiano, o SLV-3. A ISRO, posteriormente, desenvolveu dois outros foguetes: o Polar Satellite Launch Vehicle (PSLV), para lançamento de satélites em órbitas polares, e o Geosynchronous Satellite Launch Vehicle (GSLV), para colocar satélites em órbitas geoestacionárias. Estes foguetes lançaram vários satélites de comunicações e de observação da Terra. Sistemas de navegação por satélite, como GAGAN e IRNSS, também foram implantados. Em janeiro de 2014, a ISRO utilizou com sucesso um motor criogênico em um lançamento do GSAT-14 em um GSLV-D5.

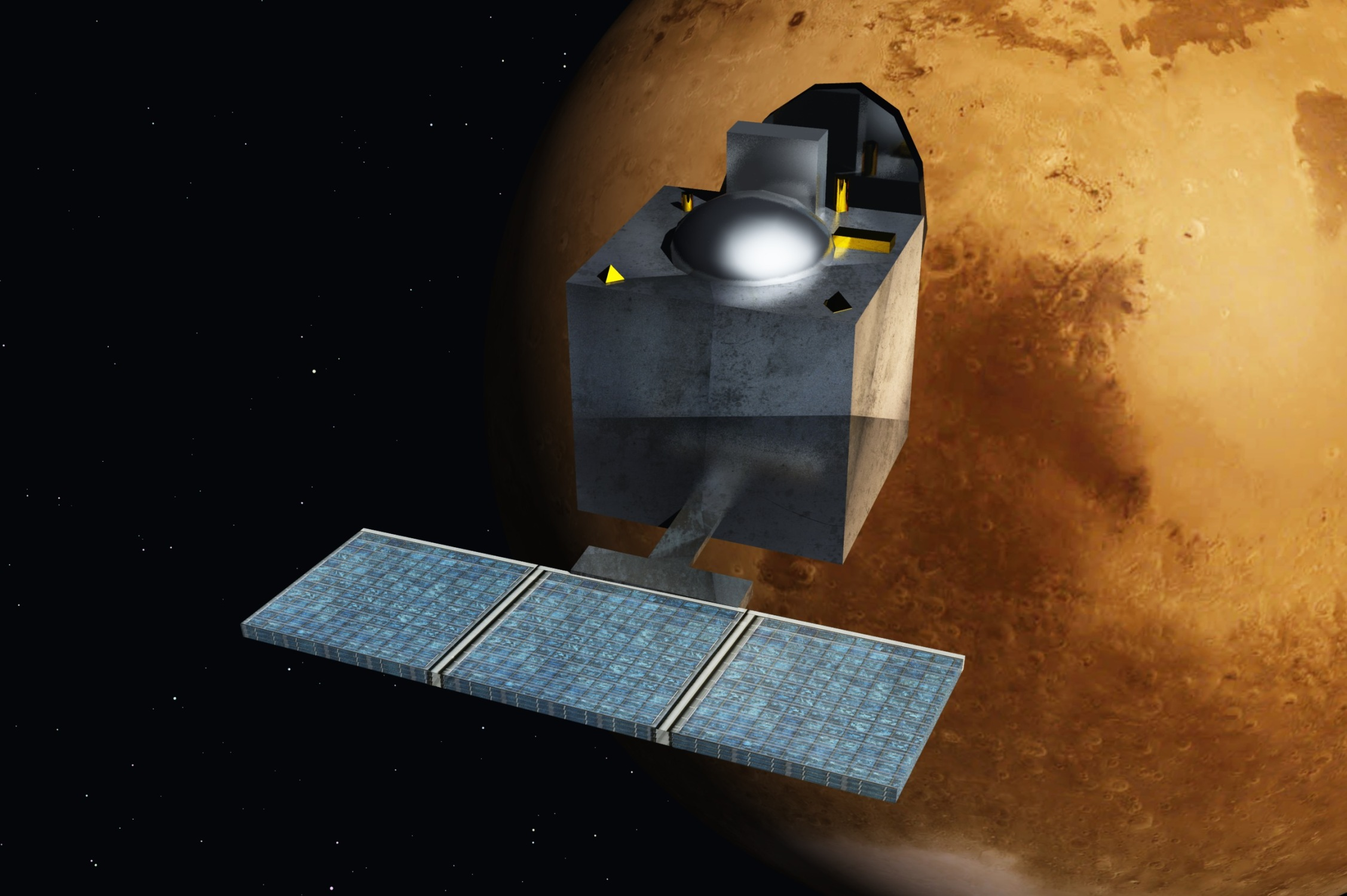
Mars Orbiter Mission, sonda espacial indiana que orbita Marte desde 2014

A ISRO enviou um orbitador lunar, o Chandrayaan-1, em 22 de outubro de 2008, e um veículo orbital marciano, o Mars Orbiter Mission, que entrou com sucesso na órbita de Marte em 24 de setembro de 2014, evento que tornou a ISRO a quarta agência espacial no mundo, bem como a primeira agência espacial na Ásia a alcançar com sucesso a órbita marciana.
Os planos futuros incluem o desenvolvimento do GSLV Mk III (para o lançamento de satélites mais pesados), o desenvolvimento de um veículo de lançamento reutilizável, voo espacial tripulado, outras missões de exploração lunar, sondas interplanetárias, etc.
A ISRO realizou 75 missões espaciais, 46 missões de lançamento e 51 satélites estrangeiros foram lançados através dos veículos lançadores da agência indiana. Em outubro de 2015, a ISRO concordou em lançar 23 satélites estrangeiros de nove países diferentes, como Argélia, Canadá, Alemanha, Indonésia, Japão, Singapura e Estados Unidos.

## Veículos de lançamento

Comparação de foguetes espaciais indianos. Da esquerda para direita: SLV, ASLV, PSLV, GSLV, GSLV Mark III

Durante as décadas de 1960 e 1970, a Índia iniciou seus próprios veículos de lançamento devido a considerações geopolíticas e econômicas. Nas décadas de 1960 e 1970, o país desenvolveu um foguete de sondagem e, na década de 1980, a pesquisa produziu o Satellite Launch Vehicle-3 e o mais avançado Augmented Satellite Launch Vehicle (ASLV), completo com infraestrutura de apoio operacional. A ISRO aplicou ainda mais suas energias no avanço da tecnologia de veículos lançadores, resultando na realização dos bem-sucedidos veículos PSLV, GSLV.

### Satellite Launch Vehicle
O Satellite Launch Vehicle (conhecido como SLV-3) foi o primeiro foguete espacial a ser desenvolvido pela Índia. O lançamento inicial em 1979 foi um fracasso seguido por um lançamento bem-sucedido em 1980, abrindo caminho para a Índia no clube de países com capacidade de lançamento orbital. O desenvolvimento de foguetes maiores foi levado adiante.

### Augmented Satellite Launch Vehicle
O Augmented Satellite Launch Vehicle (ASLV) foi outro pequeno veículo lançador realizado na década de 1980 para desenvolver tecnologias necessárias para colocar satélites em órbita geoestacionária. A ISRO não tinha fundos adequados para desenvolver ASLV e PSLV de uma só vez. Como o ASLV sofreu repetidos fracassos, foi abandonado em favor de um novo projeto.

### Polar Satellite Launch Vehicle

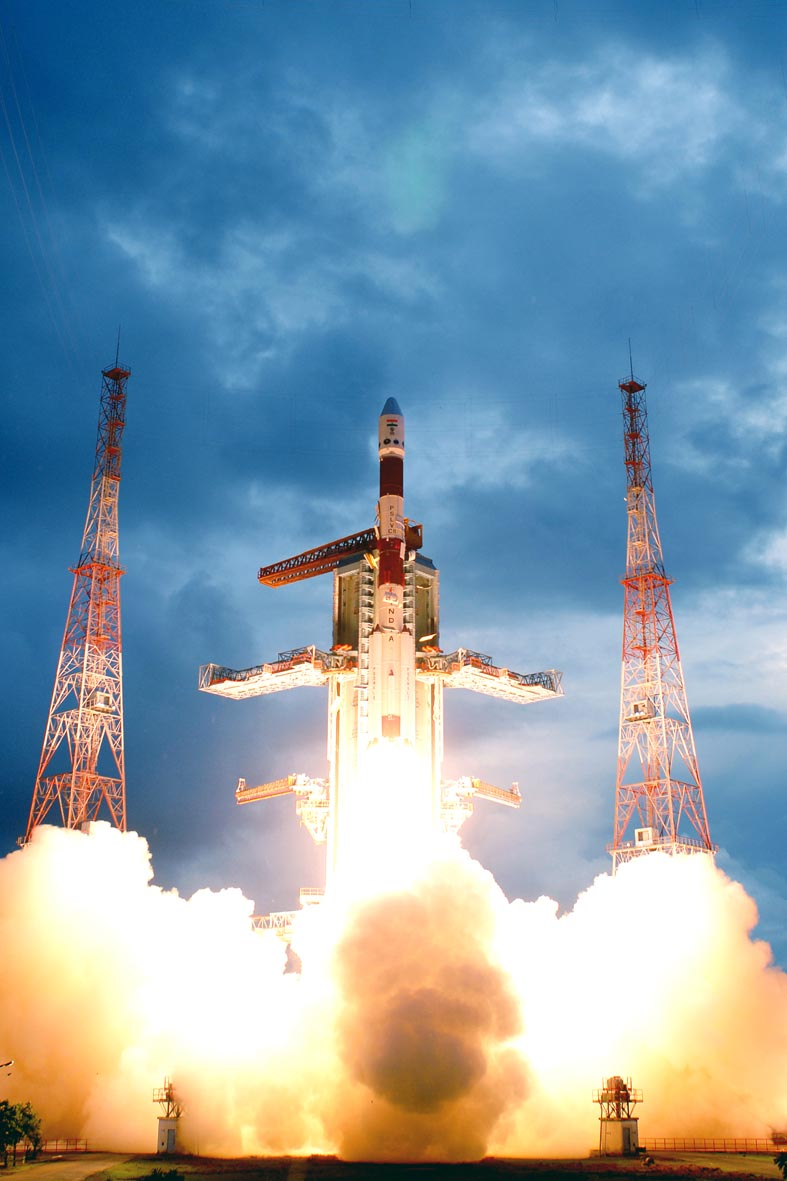
PSLV-C11 decola carregando Chandrayaan-1, primeira missão indiana à Lua.

O Polar Satellite Launch Vehicle (PSLV) é o primeiro veículo de lançamento médio da Índia que permitiu ao país lançar todos os seus satélites de sensoriamento remoto em órbita heliossíncrona. O PSLV teve uma falha em seu lançamento inaugural em 1993. Além de outras duas falhas parciais, PSLV tornou-se o principal cavalo de batalha para ISRO com mais de 50 lançamentos colocando centenas de satélites indianos e estrangeiros em órbita.

### Geosynchronous Satellite Launch Vehicle
O Geosynchronous Satellite Launch Vehicle (GSLV) foi concebido na década de 1990 para transferir cargas úteis significativas para a órbita geoestacionária. A ISRO inicialmente teve um grande problema no desenvolvimento do GSLV, pois o desenvolvimento do CE-7.5 na Índia levou uma década. Os Estados Unidos impediram a Índia de obter tecnologia criogênica da Rússia, o que induziu a Índia a desenvolver seus próprios motores criogênicos.

### GSLV Mark III
O veículo de lançamento de satélite geossíncrono Mark III (GSLV Mk III), também conhecido como LVM3, é o foguete mais pesado em serviço operacional com a ISRO. Equipado com um motor criogênico e boosters mais potentes que o GSLV, ele tem uma capacidade de carga significativamente maior e permite que a Índia lance todos os seus satélites de comunicação. Espera-se que o LVM3 leve a primeira missão tripulada da Índia ao espaço e será o banco de testes para o motor SCE-200 que alimentará os foguetes de carga pesada da Índia no futuro.